# Scoglio Vetara
Lo scoglio Vetara è un'isola dell'Italia, in Campania. Amministrativamente fa parte del territorio comunale di Massa Lubrense, in Città metropolitana di Napoli.